# 1820년 미국 대통령 선거
1820년 미국 대통령 선거는 1820년 미국에서 치러진 대통령 선거로, 사실상의 단독후보였던 제임스 먼로 대통령이 재선되었다

## 후보선출
1820년 4월, 민주공화당 당원대회는 제임스 먼로 대통령과 대니얼 톰킨 부통령을 각각 대통령,부통령 후보로 선출하였다
연방당은 공식 후보를 선출하지 않았다

## 선거 결과
| 대통령 후보    | 정당       | 근거지       | 득표수  | 지지율   | 선거인단 득표 |
| -------------- | ---------- | ------------ | ------- | -------- | ------------- |
| 제임스 먼로    | 민주공화당 | 버지니아     | 87,343  | 80.61%   | 231           |
| 후보없음       | 연방당     |              | 17,465  | 16.12%   | 0             |
| 드윗 클린턴    | 무소속     | 뉴욕         | 1,893   | 1.75%    | 0             |
| 존 퀸시 애덤스 | 민주공화당 | 매사추세츠주 | -       | -        | 1             |
| 계             | 계         | 계           | 108,359 | 100.00 % | 231           |

| 부통령 후보   | 정당       | 근거지       | 선거인단 득표 |
| ------------- | ---------- | ------------ | ------------- |
| 대니얼 톰킨   | 민주공화당 | 뉴욕         | 215           |
| 리차드 스톡튼 | 연방당     | 뉴저지       | 8             |
| 대니얼 로드니 | 연방당     | 델라웨어     | 4             |
| 로버트 하퍼   | 연방당     | 메릴랜드     | 1             |
| 리차드 러시   | 연방당     | 펜실베이니아 | 1             |
| 계            | 계         | 계           | 229           |

## 같이 보기
- 일당제
- 1820년 미국 하원의원 선거
- 1820년 미국 상원의원 선거